# Horka (Nový Kostel)
Horka (německy Berg) je malá vesnice, část obce Nový Kostel v okrese Cheb v Karlovarském kraji. Nachází se asi pět kilometrů jihovýchodně od Nového Kostela. Je zde evidováno 10 adres. V roce 2011 zde trvale žilo 11 obyvatel.
Horka leží v katastrálním území Horka u Milhostova o rozloze 1,91 km².

## Historie
První písemná zmínka o vesnici pochází z roku 1219, kdy je uvedena v predikátu jistého Wernhera. Neznámo kdy vesnice připadla k městu Cheb ke kterému patřila až do zániku patrimoniální správy. Po druhé světové válce a odsunu německého obyvatelstva došlo jen k částečnému dosídlení. Vesnická zástavba prořídla, několik dvorců zaniklo, objekty byly demolovány a vesnice stagnovala. Nevznikly zde však žádné rušivé novostavby a urbanistický prostor tak zůstal zachován. V údolí Libockého potoka pod vodní nádrží Horka byla v 60. letech 20. století postavena úpravna pitné vody.

## Obyvatelstvo
Při sčítání lidu v roce 1921 zde žilo 88 obyvatel, až na jednoho Čechoslováka všichni německé národnosti. Všichni obyvatelé se hlásili k římskokatolické církvi.
| Rok            | 1869 | 1880 | 1890 | 1900 | 1910 | 1921 | 1930 | 1950 | 1961 | 1970 | 1980 | 1991 | 2001 | 2011 | 2021 |
| -------------- | ---- | ---- | ---- | ---- | ---- | ---- | ---- | ---- | ---- | ---- | ---- | ---- | ---- | ---- | ---- |
| Počet obyvatel | 128  | 111  | 104  | 92   | 96   | 88   | 110  | 48   | 40   | 33   | 12   | 13   | 15   | 11   | 17   |
| Počet domů     | 15   | 16   | 16   | 16   | 16   | 16   | 17   | 14   | 8    | 7    | 4    | 5    | 4    | 6    | 6    |

## Obecní správa
Při sčítání lidu v letech 1850–1879 Horka byla osadou obce Kopanina v okrese Planá. V letech 1880–1963 byla samostatnou obcí v okrese Cheb. V letech 1964–1973 byla částí obce Milhostov v okrese Cheb. Od 1. ledna 1974 do 31. prosince 1975 byla opět částí obce Kopanina v okrese Cheb. Od 1. ledna 1976 je částí obce Nový Kostel v okrese Cheb. V letech 1880–1963 k obci patřila Hluboká.